# Jitō
Jitō  (持統天皇?, Jitō Tennō) (645 – Fujiwara-kyō, 13 gennaio 703) è stata la quarantunesima imperatrice del Giappone (686-697), nata col nome di principessa Unonosarara (うののさらら?) o Unonosasara (うののささら?).

## Biografia
L'imperatrice Jitō era figlia dell'imperatore Tenji e moglie dell'imperatore Tenmu (che essendo fratello di Tenji, era anche suo zio).
Suo padre Tenji ebbe due figlie, Ota e Unonosarara, nate da una donna nobile, che fece sposare col proprio fratello minore e principe ereditario Oama (poi imperatore Tenmu). Sarara e Oama ebbero un unico figlio, il principe Kusakabe.
Quando Tenmu era ancora Oama, Sarara accompagnò il marito presso la montagna di Yoshino, il luogo più distante dalla capitale, situata nell'attuale prefettura di Nara. Quando Oama e suo nipote Otomo si affrontarono in battaglia per il trono imperiale, Sarara rimase con i figli del marito.
Quando Oama salì al trono, fece Sarara imperatrice. Poi rese Kusakabe principe ereditario.
Alla morte del marito per alcuni anni il trono rimase vacante. Sarara voleva che Kusakabe salisse al trono, ma lui morì nel 689. L'erede era dunque il figlio di Kusakabe, il principe Karu, che era ancora bambino. Jitō decise di salire al trono e rimanerci, finché Karu non avesse potuto prendere il suo posto. Fu incoronata imperatrice il primo agosto (nel calendario giapponese, diverso da quello giuliano) del 696.
Seguì le orme del marito e si impegnò per migliorare il sistema politico. Regnò prima presso la capitale Asukakiyomihara ad Asuka-kyō, poi nel 694 spostò nuovamente la capitale a Fujiwara-kyō. 
Era buddhista e fondò un tempio, Yakushi-ji, nella provincia di Yamato vicino alla capitale.
Nel 697 quando Karu ebbe quindici anni, Jitō lo rese principe ereditario, poi gli cedette il trono e si dette il titolo di Daijō Tennō, l'"imperatrice precedente".